# 현풍군
| Daedongyeojido (Gyujanggak) 17-03.jpg | Daedongyeojido (Gyujanggak) 17-02.jpg |
|                                       |                                       |

현풍군(玄風郡)은 대한민국 대구광역시 달성군 서남부 지역에 있었던 옛 행정 구역이다. 오늘날 현풍읍, 유가읍, 구지면, 논공읍 일대가 이에 해당한다.
1914년 4월 1일에 군이 폐지되고, 대구부의 외곽지와 합쳐 달성군이 되었다.

## 역사
- 신라 시대 : 추량화현(推良火縣) 또는 삼량화현(三良火縣)으로 불리다가 경덕왕 때 현효(玄驍)로 개칭되어 화왕군(火王郡)에 속하였다.
- 고려 시대 : 포산현(苞山縣, 포산은 비슬산의 일명)으로 불리다가, 1018년(현종 9년) 밀성군(密城郡)에 속하였으며, 1390년(공양왕 2년)에는 감무를 설치하였고 구지산부곡(仇知山部曲)을 병합하였다.
- 1419년(조선 세종 원년) : 현풍현으로 개칭되었고 현재 현풍면인 현내면(縣內), 서부면(西部), 마산면(馬山), 모로촌면(牟老村), 현재의 논공읍 일부인 논공면(論工), 걸산면(乞山), 현재의 유가읍인 유가면(瑜伽), 동부면(東部), 우만면(雲滿), 말역촌면(末亦村), 현재의 구지면인 구지면(求智), 묘동면(沙洞), 오설면(烏舌), 산전면(山田面), 현재의 고령군 개진면 일부인 진촌면(津村), 우곡면 일부인 답곡면(沓谷), 왕지면(旺旨) 이상 17개 면을 관할하고 현감을 두었다.
- 1895년 6월 23일(음력 윤 5월 1일) : 현풍현을 군으로 승격하여 대구부에 속하였다.[2]
- 1896년 8월 4일 : 경상북도 현풍군으로 개편하였다.[3]
- 1906년 : 현풍군 진촌면을 고령군 개진면에, 답곡면, 왕지면을 고령군 우곡면에 편입하고, 현재의 논공읍 일부인 성주목 노장면(蘆長)을 편입하였다. (15면)
- 1911년 10월 2일 : 서부면을 현내면에 합면하는 등 면, 동을 합병하였다.[4][5] (9면)

| 경상북도령 제8호         |             |
| 구 행정구역              | 신 행정구역 |
| 서부면 일원              | 현내면 일부 |
| 모로면 일원              | 마산면 일부 |
| 동부면 일원              | 유가면 일부 |
| 걸산면 일원              | 논공면 일부 |
| 묘동면 일원              | 구지면 일부 |
| 오설면 일원, 산전면 일원 | 오산면 일원 |
- 1914년 4월 1일 : 대구부의 외곽지와 현풍군을 폐합하여 달성군이 되었다. 현풍군은 달성군의 4개면으로 재편되었다.[6][7]

| 경상북도령 제2호                   |                    |
| 구 행정구역                        | 신 행정구역        |
| 현풍군 현내면, 마산면 일원         | 달성군 현풍면 일원 |
| 현풍군 유가면, 우만면, 말역면 일원 | 달성군 유가면 일원 |
| 현풍군 구지면, 오산면 일원         | 달성군 구지면 일원 |
| 현풍군 논공면, 노장면 일원         | 달성군 논공면 일원 |

## 지명의 변천

### 구지
신라 시대 구지산부곡(仇知山部曲)이 고려 때 현풍현에 병합된 후 조선 때 구지(求智)로 개칭되었다.

### 현풍
현풍(玄風)의 원래 한자 이름은 「玄豊」이었다. 현풍이 밀성군의 속령일 때, 아전들이 사욕에 눈이 멀어 백성을 속이고 도탄에 빠뜨려 전답이 거칠어지고 민심이 걷잡을 수 없게 되었다는 사실을 관찰사가 조정에 알리니 나라에서 「玄豊」을 「玄風」으로 개칭토록 하였다. 관리의 교화가 미치는 곳마다 바람처럼 도의심(道義心)이 확산되어 선화(善化)되라는 뜻에서 "風"자로 개칭한 것이라고 한다.

## 연결항목
| 이전의 행정구역 | 현재            | 문서            | 다음의 행정구역 |
| --------------- | --------------- | --------------- | --------------- |
| 8도제 경상도    | 23부제 대구부   | 13도제 경상북도 | 13도제 경상북도 |
| 현풍현          | 현풍군          | 현풍군          | 달성군          |
| 대구도호부      | 대구군 → 대구부 | 대구군 → 대구부 |                 |
|                 |                 |                 | 대구부          |

## 같이 보기
- 대구부 (1895년)
- 경상북도 (일제 강점기)
- 대구부 (1910년)
- 달성군